# Campionatul Mondial de Atletism din 2023
Campionatul Mondial de Atletism din 2023, cea de-a nouăsprezecea ediție a Campionatelui Mondial de Atletism, a avut loc la Budapesta, Ungaria, în perioada 19-27 august 2023 pe Centrul Național de Atletism. Acesta a fost inaugurat cu două luni mai devreme și are o capacitate de 36.000 de locuri.
Sportivii din Rusia și Belarus au fost excluși din cauza invaziei Rusiei în Ucraina.

## Rezultate
RM - record mondial; RCo - record al competiției; AM - record nord-american; AS - record asiatic; RE - record european; OC - record al Oceaniei; SA - record sud-american; RA - record african; RN - record național; PB - cea mai bună performanță a carierei

### Masculin
| Probă sportivă               | Aur | Aur         | Argint                                                                   | Argint     | Bronz                                                                       | Bronz           |
| 100 m detalii                | Noah Lyles (Statele Unite)                                                                                                  | 9,83        | Letsile Tebogo (Botswana)                                                | 9,88 RN    | Zharnel Hughes (Marea Britanie)                                             | 9,88            |
| 200 m detalii                | Noah Lyles (Statele Unite)                                                                                                  | 19,52       | Letsile Tebogo (Statele Unite)                                           | 19,75      | Letsile Tebogo (Botswana)                                                   | 19,81           |
| 400 m detalii                | Antonio Watson (Jamaica) | 44,22       | Matthew Hudson-Smith (Marea Britanie)                                    | 44,31      | Quincy Hall (Statele Unite)                                                 | 44,37           |
| 800 m detalii                | Marco Arop (Canada) | 1:44,24     | Emmanuel Wanyonyi (Kenya)                                                | 1:44,53    | Ben Pattison (Marea Britanie)                                               | 1:44,83         |
| 1.500 m detalii              | Josh Kerr (Marea Britanie)                                                                                                  | 3:29,38 SB  | Jakob Ingebrigtsen (Norvegia)                                            | 3:29,65    | Narve Gilje Nordås (Norvegia)                                               | 3:29,68         |
| 5.000 m detalii              | Jakob Ingebrigtsen (Norvegia)                                                                                               | 13:11,30 SB | Mohamed Katir (Spania)                                                   | 13:11,44   | Jacob Krop\| (Kenya)                                                        | 13:12,28        |
| 10.000 m detalii             | Joshua Cheptegei (Uganda)                                                                                                   | 27:51,42 SB | Daniel Ebenyo (Kenya)                                                    | 27:52,60   | Selemon Barega (Etiopia)                                                    | 27:52,72        |
| Maraton detalii              | Victor Kiplangat (Uganda)                                                                                                   | 2:08,53     | Maru Teferi (Israel)                                                     | 2:09,12 SB | Leul Gebresilase (Etopia)                                                   | 2:09,19         |
| 110 m garduri detalii        | Grant Holloway (Statele Unite)                                                                                              | 12,96 SB    | Hansle Parchment (Jamaica)                                               | 13,07 SB   | Daniel Roberts (Statele Unite)                                              | 13,09           |
| 400 m garduri detalii        | Karsten Warholm (Norvegia)                                                                                                  | 46,89       | Kyron McMaster (Insulele Virgine Britanice)                              | 47,34      | Rai Benjamin (Statele Unite)                                                | 47,56           |
| 3.000 m obstacole detalii    | Soufiane El Bakkali (Maroc)                                                                                                 | 8:03,53     | Lamecha Girma (Etiopia)                                                  | 8:05,44    | Abraham Kibiwot (Kenya)                                                     | 8:11,98         |
| 20 km marș detalii           | Álvaro Martín (Spania) | 1:17:32     | Perseus Karlström (Suedia)                                               | 1:17:39 RN | Caio Bonfim (Brazilia)                                                      | 1:17:47 RN      |
| 35 km marș detalii           | Álvaro Martín (Spania) | 2:24:30     | Brian Daniel Pintado (Ecuador)                                           | 2:24:34    | Masatora Kawano (Japonia)                                                   | 2:25:12 SB      |
| Ștafetă 4×100 m detalii      | Christian Coleman Fred Kerley Brandon Carnes Noah Lyles J.T. Smith* (Statele Unite)                                         | 37,38 SB    | Roberto Rigali Marcell Jacobs Lorenzo Patta Filippo Tortu (Italia)       | 37,62 SB   | Ackeem Blake Oblique Seville Ryiem Forde Rohan Watson (Jamaica)             | 37,76           |
| Ștafetă 4×400 m detalii      | Quincy Hall Vernon Norwood Justin Robinson Rai Benjamin Trevor Bassitt* Matthew Boling* Christopher Bailey* (Statele Unite) | 2:57,31 SB  | Ludvy Vaillant Gilles Biron David Sombé Téo Andant Loïc Prévot* (Franța) | 2:58,45 RN | Alex Haydock-Wilson Charlie Dobson Lewis Davey Rio Mitcham (Marea Britanie) | 2:58,71 SB      |
| Săritura în înălțime detalii | Gianmarco Tamberi (Italia)                                                                                                  | 2,36        | JuVaughn Harrison (Statele Unite)                                        | 2,36       | Mutaz Essa Barshim (Qatar)                                                  | 2,33            |
| Săritura în lungime detalii  | Miltiadis Tentoglou (Grecia)                                                                                                | 8,52 SB     | Wayne Pinnock (Jamaica)                                                  | 8,50       | Tajay Gayle (Jamaica)                                                       | 8,27 SB         |
| Săritura cu prăjina detalii  | Armand Duplantis (Suedia)                                                                                                   | 6,10        | EJ Obiena (Filipine)                                                     | 6,00 =RC   | Kurtis Marschall Australia Chris Nilsen (Statele Unite                      | 5,95 =PB5,95 SB |
| Triplusalt detalii           | Hugues Fabrice Zango (Burkina Faso)                                                                                         | 17,64       | Lázaro Martínez (Cuba)                                                   | 17,41      | Cristian Nápoles (Cuba)                                                     | 17,40 PB        |
| Aruncarea greutății detalii  | Ryan Crouser (SUA) | 23,51 RCo   | Leonardo Fabbri (ITA)                                                    | 22,34 PB   | Joe Kovacs (SUA)                                                            | 22,12           |
| Aruncarea discului detalii   | Daniel Ståhl (Suedia) | 71,46 RCo   | Kristjan Čeh (Slovenia)                                                  | 70,02      | Mykolas Alekna (Lituania)                                                   | 68,85           |
| Aruncarea suliței detalii    | Neeraj Chopra (India) | 88,17       | Arshad Nadeem (Pakistan)                                                 | 87,82 SB   | Jakub Vadlejch (Cehia)                                                      | 86,67           |
| Aruncarea ciocanului detalii | Ethan Katzberg (Canada) | 81,25 RN    | Wojciech Nowicki (Polonia)                                               | 81,02      | Bence Halász (Ungaria)                                                      | 80,82 SB        |
| Decatlon detalii             | Pierce LePage (Canada) | 8909 SB     | Damian Warner (Canada)                                                   | 8804 SB    | Lindon Victor (Grenada)                                                     | 8756 RN         |

* Atletul a participat doar la calificări, dar a primit o medalie.

### Feminin
| Probă sportivă               | Aur | Aur         | Argint | Argint      | Bronz                                                                                  | Bronz      |
| 100 m detalii                | Sha’Carri Richardson (Statele Unite)                                                                               | 10,65 RCo   | Shericka Jackson (Jamaica)                                                                                                   | 10,72       | Shelly-Ann Fraser-Pryce (Jamaica)                                                      | 10,77 SB   |
| 200 m detalii                | Shericka Jackson (Jamaica)                                                                                         | 21,41 RCo   | Gabrielle Thomas (Statele Unite)                                                                                             | 21,81       | Sha’Carri Richardson (Statele Unite)                                                   | 21,92 PB   |
| 400 m detalii                | Marileidy Paulino (Republica Dominicană)                                                                           | 48,76 RN    | Natalia Kaczmarek (Polonia)                                                                                                  | 49,57       | Sada Williams (Barbados)                                                               | 49,60      |
| 800 m detalii                | Mary Moraa (Kenya)                                                                                                 | 1:56,03 PB  | Keely Hodgkinson (Marea Britanie)                                                                                            | 1:56,34     | Athing Mu (Statele Unite)                                                              | 1:56,61 SB |
| 1.500 m detalii              | Faith Kipyegon (Kenya)                                                                                             | 3:54,87     | Diribe Welteji (Etiopia) | 3:55,69     | Sifan Hassan (Țările de Jos)                                                           | 3:56,00    |
| 5.000 m detalii              | Faith Kipyegon (Kenya)                                                                                             | 14:53,88    | Sifan Hassan (Țările de Jos)                                                                                                 | 14:54,11    | Beatrice Chebet (Kenya)                                                                | 14:54,33   |
| 10.000 m detalii             | Gudaf Tsegay (Etiopia)                                                                                             | 31:27,18    | Letesenbet Gidey (Etiopia)                                                                                                   | 31:28,16 SB | Ejgayehu Taye (Etiopia)                                                                | 31:28,31   |
| Maraton detalii              | Amane Beriso\| (Etiopia)                                                                                           | 2:24:23 SB  | Gotytom Gebreslase (Etiopia)                                                                                                 | 2:24:34 SB  | Fatima Ezzahra Gardadi (Maroc)                                                         | 2:25:17    |
| 100 m garduri detalii        | Danielle Williams (Jamaica)                                                                                        | 12,43 SB    | Jasmine Camacho-Quinn (Puerto Rico)                                                                                          | 12,44       | Kendra Harrison (Statele Unite)                                                        | 12,46      |
| 400 m garduri detalii        | Femke Bol (Țările de Jos)                                                                                          | 51,70       | Shamier Little (Statele Unite)                                                                                               | 52,80 SB    | Rushell Clayton (Jamaica)                                                              | 52,81 PB   |
| 3000 m obstacole detalii     | Winfred Yavi (Bahrain)                                                                                             | 8:54,29 SB  | Beatrice Chepkoech (Kenya)                                                                                                   | 8:58,98     | Faith Cherotich (Kenya)                                                                | 9:00,69    |
| 20 km marș detalii           | María Pérez (Spania)                                                                                               | 1:26:51     | Jemima Montag (Australia) | 1:27:16 RC  | Antonella Palmisano (Italia)                                                           | 1:27:26 SB |
| 35 km marș detalii           | María Pérez (Spania)                                                                                               | 2:38:40 RCo | Kimberly García León (Peru)                                                                                                  | 2:40:52     | Antigoni Drisbioti (Grecia)                                                            | 2:43:22 SB |
| Ștafetă 4×100 m detalii      | Tamari Davis Twanisha Terry Gabrielle Thomas Sha'Carri Richardson Tamara Clark* Melissa Jefferson* (Statele Unite) | 41,03 RCo   | Natasha Morrison Shelly-Ann Fraser-Pryce Shashalee Forbes Shericka Jackson Briana Williams* Elaine Thompson-Herah* (Jamaica) | 41,21 SB    | Asha Philip Imani Lansiquot Bianca Williams Daryll Neita Annie Tagoe* (Marea Britanie) | 41,98 SB   |
| Ștafetă 4×400 m detalii      | Eveline Saalberg Lieke Klaver Cathelijn Peeters Femke Bol Lisanne de Witte* (Țările de Jos)                        | 3:20,72 SB  | Candice McLeod Janieve Russell Nickisha Pryce Stacey-Ann Williams Charokee Young* Shiann Salmon* (Jamaica)                   | 3:20,88 SB  | Laviai Nielsen Amber Anning Ama Pipi Nicole Yeargin Yemi Mary John* (Marea Britanie)   | 3:21,04 SB |
| Săritura în înălțime detalii | Iaroslava Mahucih (Ucraina)                                                                                        | 2,01        | Eleanor Patterson (Australia)                                                                                                | 1,99        | Nicola Olyslagers (Australia)                                                          | 1,99       |
| Săritura în lungime detalii  | Ivana Vuleta (Serbia)                                                                                              | 7,14        | Tara Davis-Woodhall (Statele Unite)                                                                                          | 6,91        | Alina Rotaru-Kottmann (România)                                                        | 6,88       |
| Săritura cu prăjina detalii  | Nina Kennedy (Australia) Katie Moon (Statele Unite)                                                                | 4,90 =SB    | |             | Wilma Murto (Finlanda)                                                                 | 4,80 =SB   |
| Triplusalt detalii           | Yulimar Rojas (Venezuela)                                                                                          | 15,08       | Marina Beh-Romanciuk (Ucraina)                                                                                               | 15,00 SB    | Leyanis Pérez (Cuba)                                                                   | 14,96      |
| Aruncarea greutății detalii  | Chase Ealey (Statele Unite)                                                                                        | 20,43 SB    | Sarah Mitton (Canada) | 20,08 SB    | Gong Lijiao (China)                                                                    | 19,69      |
| Aruncarea discului detalii   | Laulauga Tausaga (Statele Unite)                                                                                   | 69,49 PB    | Valarie Allman (Statele Unite)                                                                                               | 69,23       | Feng Bin (China)                                                                       | 68,20 SB   |
| Aruncarea suliței detalii    | Haruka Kitaguchi (Japonia)                                                                                         | 66,73       | Flor Ruiz (Columbia) | 65,47 RC    | Mackenzie Little (Australia)                                                           | 63,38      |
| Aruncarea ciocanului detalii | Camryn Rogers (Canada)                                                                                             | 77,22       | Janee' Kassanavoid (Statele Unite)                                                                                           | 76,36       | DeAnna Price (Statele Unite)                                                           | 75,41      |
| Heptatlon detalii            | Katarina Johnson-Thompson (Marea Britanie)                                                                         | 6740        | Anna Hall (Statele Unite) | 6720        | Anouk Vetter (Țările de Jos)                                                           | 6501       |

* Atleta a participat doar la calificări, dar a primit o medalie.

### Mixt
| Probă sportivă    | Aur                                                                                     | Aur        | Argint                                                                               | Argint     | Bronz                                                            | Bronz      |
| 4 x 400 m detalii | Justin Robinson Rosey Effiong Matthew Boling Alexis Holmes Ryan Willie* (Statele Unite) | 3:08,80 RM | Lewis Davey Laviai Nielsen Rio Mitcham Yemi Mary John Joseph Brier* (Marea Britanie) | 3:11,06 RN | Matěj Krsek Tereza Petržilková Patrik Šorm Lada Vondrová (Cehia) | 3:11,98 RN |

* Atletul a participat doar la calificări, dar a primit o medalie.

## Clasament pe medalii

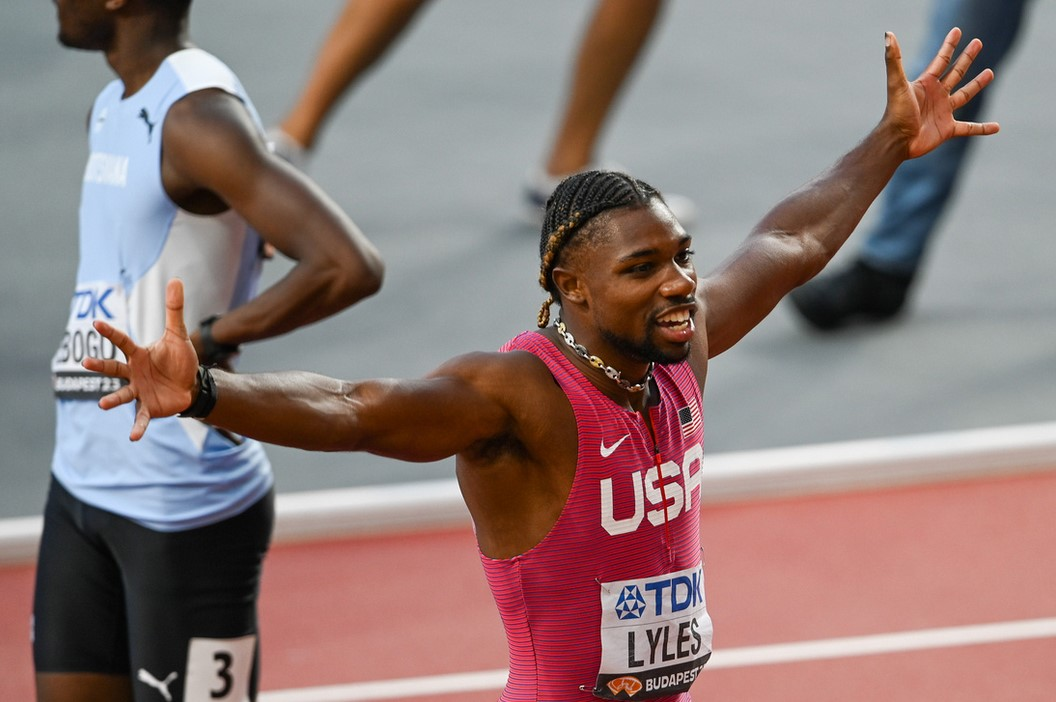
Noah Lyles (SUA) a câștigat 3 medalii de aur

| Loc   | Țară                       | Aur | Argint | Bronz | Total |
| ----- | -------------------------- | --- | ------ | ----- | ----- |
| 1     | Statele Unite ale Americii | 11  | 8      | 9     | 29    |
| 2     | Canada                     | 4   | 2      | –     | 6     |
| 3     | Spania                     | 4   | 1      | –     | 5     |
| 4     | Jamaica                    | 3   | 5      | 4     | 12    |
| 5     | Kenya                      | 3   | 3      | 4     | 10    |
| 6     | Etiopia                    | 2   | 4      | 3     | 9     |
| 7     | Regatul Unit               | 2   | 3      | 5     | 10    |
| 8     | Țările de Jos              | 2   | 1      | 2     | 5     |
| 9     | Norvegia                   | 2   | 1      | 1     | 4     |
| 10    | Suedia                     | 2   | 1      | 0     | 3     |
| 11    | Uganda                     | 2   | 0      | 0     | 2     |
| 12    | Australia                  | 1   | 2      | 3     | 6     |
| 13    | Italia                     | 1   | 2      | 1     | 4     |
| 14    | Ucraina                    | 1   | 1      | 0     | 2     |
| 15    | Grecia                     | 1   | –      | 1     | 2     |
| 15    | Japonia                    | 1   | –      | 1     | 2     |
| 15    | Maroc                      | 1   | –      | 1     | 2     |
| 18    | Bahrain                    | 1   | –      | –     | 1     |
| 18    | Burkina Faso               | 1   | –      | –     | 1     |
| 18    | Republica Dominicană       | 1   | –      | –     | 1     |
| 18    | India                      | 1   | –      | –     | 1     |
| 18    | Serbia                     | 1   | –      | –     | 1     |
| 18    | Venezuela                  | 1   | –      | –     | 1     |
| 24    | Polonia                    | –   | 2      | –     | 2     |
| 25    | Cuba                       | –   | 1      | 2     | 3     |
| 26    | Botswana                   | –   | 1      | 1     | 2     |
| 27    | Columbia                   | –   | 1      | –     | 1     |
| 27    | Ecuador                    | –   | 1      | –     | 1     |
| 27    | Franța                     | –   | 1      | –     | 1     |
| 27    | Israel                     | –   | 1      | –     | 1     |
| 27    | Insulele Virgine Britanice | –   | 1      | –     | 1     |
| 27    | Pakistan                   | –   | 1      | –     | 1     |
| 27    | Peru                       | –   | 1      | –     | 1     |
| 27    | Filipine                   | –   | 1      | –     | 1     |
| 27    | Puerto Rico                | –   | 1      | –     | 1     |
| 27    | Slovenia                   | –   | 1      | –     | 1     |
| 37    | China                      | –   | –      | 2     | 2     |
| 37    | Cehia                      | –   | –      | 2     | 2     |
| 39    | Barbados                   | –   | –      | 1     | 1     |
| 39    | Brazilia                   | –   | –      | 1     | 1     |
| 39    | Finlanda                   | –   | –      | 1     | 1     |
| 39    | Grenada                    | –   | –      | 1     | 1     |
| 39    | Lituania                   | –   | –      | 1     | 1     |
| 39    | Qatar                      | –   | –      | 1     | 1     |
| 39    | România                    | –   | –      | 1     | 1     |
| 39    | Ungaria                    | –   | –      | 1     | 1     |
| Total | Total                      | 50  | 48     | 50    | 148   |

## Participarea României la campionat
16 atleți au reprezentat România.

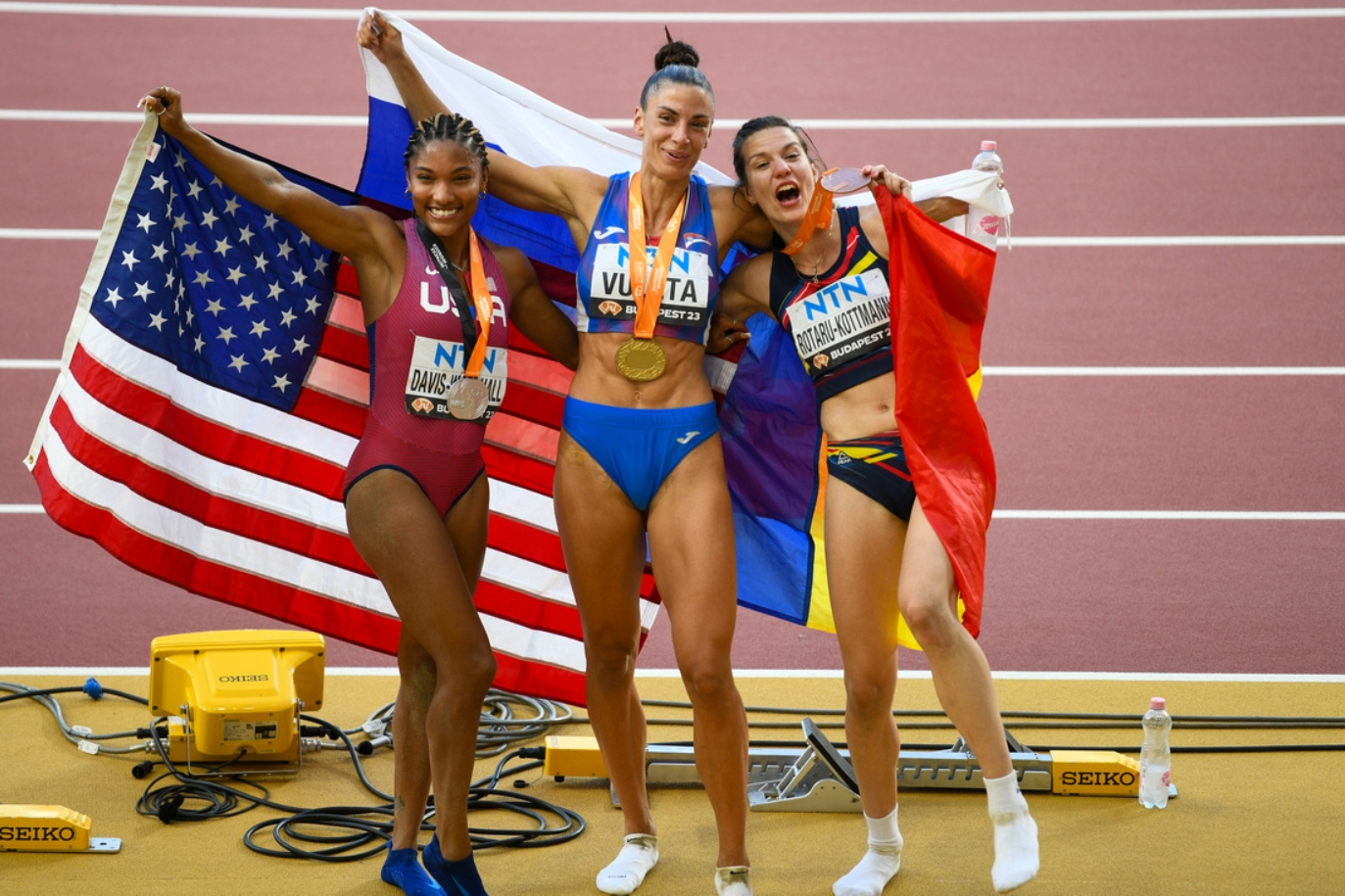
Alina Rotaru-Kottmann a obținut medalia de bronz

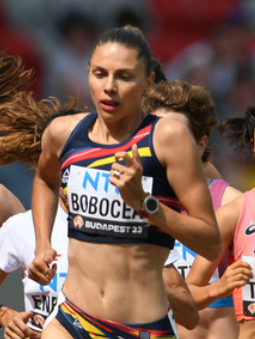
Claudia Bobocea

- Alina Rotaru-Kottmann – săritura în lungime - locul 3
- Bianca Ghelber – aruncarea ciocanului - locul 7
- Andrea Miklós – 400 m - locul 11
- Andreea Taloș – triplusalt - locul 15
- Daniela Stanciu – săritura în înălțime - locul 20
- Diana Ion – triplusalt - locul 22
- Alexandru Novac – aruncarea suliței - locul 25
- Claudia Bobocea – 1500 m - locul 29, 800 m - locul 27
- Alin Firfirică – aruncarea discului - locul 29
- Gabriel Bitan – săritura în lungime - locul 36
- Nicolae Soare – maraton - locul 56
- Rareș Toader – aruncarea greutății - fără rezultat
- Ilie Corneschi – maraton - nu a terminat
- Narcis Mihăilă – 35 km marș - nu a terminat
- Ana Rodean – 35 km marș - nu a terminat
- Mihaela Acatrinei – 35 km marș - nu a terminat

## Participarea Republicii Moldova la campionat
Patru atleți au reprezentat Republica Moldova.
- Andrian Mardare – suliță - locul 11
- Serghei Marghiev – ciocan - locul 18
- Dimitriana Bezede – greutate - locul 22
- Maxim Răileanu – maraton - locul 53